# Źródło Czatkowice

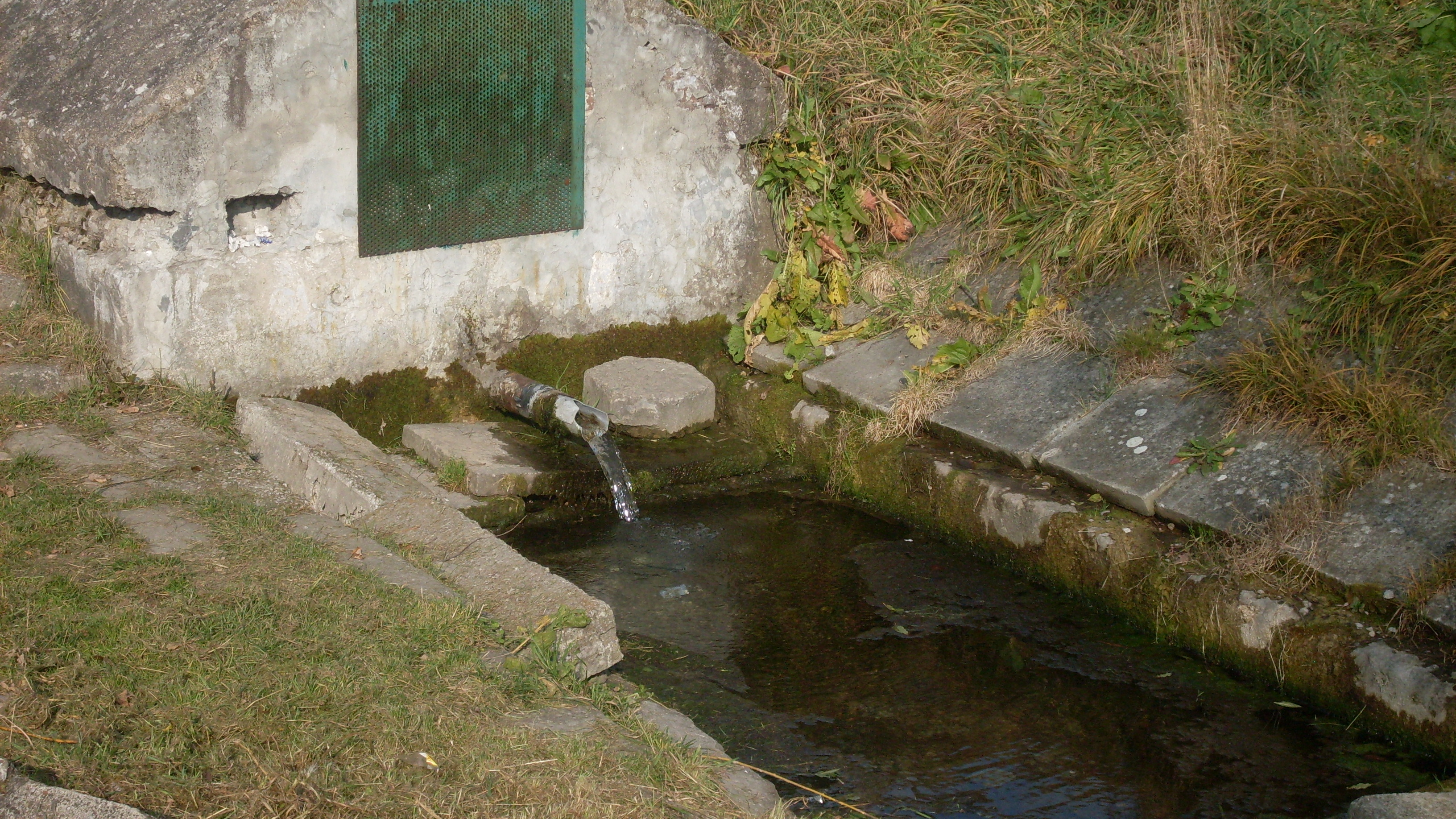
Źródło Czatkowice

Źródło Czatkowice – źródło znajdujące się na terenie krzeszowickiego osiedla Czatkowice Górne, koło remizy strażackiej OSP. Wypływający z niego strumień po ok. 1 km wpada prawobrzeżnie do Krzeszówki.